# Heinrich-Hertz-Turm
Heinrich-Hertz-Turm foi construída em 1968 na cidade de Hamburgo, Alemanha. Tem 280 m (919 pés) e, até julho de 2019, é a 52.ª torre de estrutura independente mais alta do mundo.